# Interceptor Body Armor

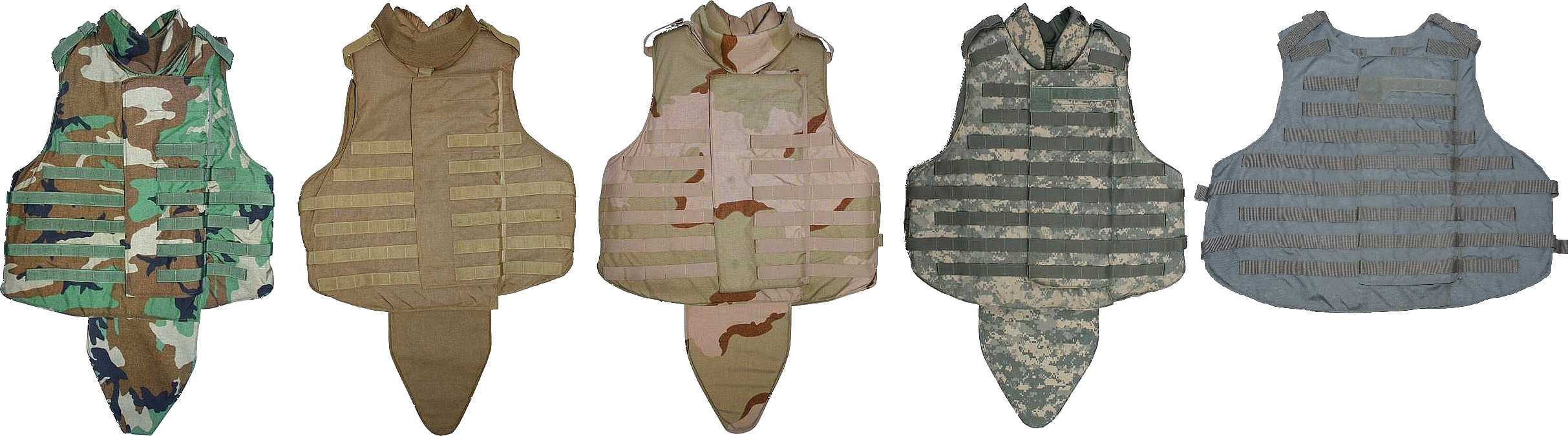
Kamizelki IBA w różnych kamuflażach poszyć

Interceptor Body Armor (IBA) – amerykańska kamizelka balistyczna. Wprowadzona do użytku w roku 2000. Zastąpiła starsze kamizelki PASGT.

## Historia
Z czasem kamizelki PASGT stały się niewystarczające, przede wszystkim słabo chroniły przed pociskami ostrołukowymi. W latach 90. pojawiły się nowe materiały pozwalające zbudować lepszą kamizelkę balistyczną. Wspólnymi siłami USMC oraz US Army stworzyły nową kamizelkę balistyczną – Interceptor Body Armor. Nowa kamizelka weszła do produkcji w roku 1999. 

## Konstrukcja
Kompletna kamizelka IBA składa się z: poszycia z wkładami miękkimi (Outer Tactical Vest) oraz dwóch płyt SAPI. 
Kamizelka chroni przed pociskami pistoletowymi kal. 9 mm, a dzięki zastosowaniu płyt SAPI chroni także przed pociskami kalibru 7,62 mm o prędkości ok. 840 m/s (III klasa opancerzenia). W miarę potrzeb kamizelka posiada możliwość zamontowania dodatkowej ochrony szyi oraz krocza. 
Poszycie obszyto taśmami PALS co pozwala mocowanie ładownic i kieszeni. Produkowane było w kamuflażach Woodland, 3 Color Desert Pattern, UCP oraz w kolorze Coyote Brown dla USMC.
Waga pełnej kamizelki to 7,4 kg (dla porównania PASGT – 11,4 kg). Waga samego obszycia to ok. 3,8 kg.

## Modernizacje oraz następcy
W wyniku dużego zagrożenia w Afganistanie w roku 2004 wprowadzono dodatkowe, mniejsze płyty SAPI po bokach tułowia (program DAPS). W roku 2005 płyty SAPI zastąpiono lepszymi płytami ESAPI (Enhanced Small Arms Protective Insert).
Po uwagach żołnierzy o zbyt dużej wadze kamizelki oraz małej przewiewności w roku 2007 wprowadzono zmodernizowaną kamizelkę Improved Outer Tactical Vest (US Army) oraz kamizelkę Modular Tactical Vest (USMC). 